# Erich Hippler
Erich Anton Hippler (ur. 16 lutego 1892 w Braniewie, zm. 29 grudnia 1969 w Osnabrücku) – niemiecki polityk, prawnik i genealog.

## Życiorys
Erich Hippler był synem Augusta Hipplera z Braniewa, i jego żony Rosy, z domu Thiel. Erich ożenił się z Anną Marią Wichert, również z Braniewa, z którą miał pięcioro dzieci.

### Wykształcenie
Dzięki dobremu statusowi materialnemu, ojciec August (był mieszczaninem, ale posiadał ziemię) mógł posłać syna Ericha na dalszą naukę do gimnazjum. Wiosną 1911 Erich kończy gimnazjum w Braniewie wraz z maturą. Od semestru letniego 1911 do semestru letniego 1912 studiował prawo na Uniwersytecie Ludwika i Maksymiliana w Monachium. Od następnego semestru kontynuował naukę na Uniwersytecie Albrechta w Królewcu i tam został członkiem stowarzyszenia CV AV Tuisconia. Do pierwszego państwowego egzaminu z prawa mógł przystąpić dopiero w 1919 z powodu przerwy w nauce i służby wojskowej jako ochotnik w I wojnie światowej. W 1921 uzyskał na Uniwersytecie Albrechta w Królewcu doktorat z prawa na podstawie pracy Der passive diplomatische Verkehr des Papstes. W następnym roku zdał drugi egzamin państwowy z prawa.

### Praca zawodowa
W następnych latach Hippler pracował jako asesor sądowy i rządowy w Kwidzynie. W 1924 został przeniesiony do Reszla jako pełnomocnik starosty Hugo Neumanna, a dwa lata później do służby państwowej w Osnabrücku. Otrzymał tam awans na wysokie stanowisko państwowe radcy stanu (Regierungsrat). W 1929 Hippler został początkowo powołany jako zarządca komisaryczny, a w następnym roku na stałe mianowany starostą powiatu Hildesheim.
Hippler był pobożnym katolikiem i do 1933 członkiem katolickiej partii Centrum. Po przejęciu władzy przez narodowych socjalistów, wstąpił do podległych im organizacji, jednak wywierano nań naciski, by wstąpił do samej NSDAP. W 1936 został usunięty z urzędu starosty i zastąpiony przez członka NSDAP. Przeniesiono go w tzw. tymczasowy stan zawieszenia (Wartestand) w podporządkowaniu władzy miasta Stade. Dopiero po wojnie, w 1948 roku, przywrócony został ze stanu zawieszenia do służby i pracował w Stade do 1951 roku, w którym to roku został przeniesiony do Osnabrück. Stamtąd przeszedł na wcześniejszą emeryturę ze względu na zły stan zdrowia 31 grudnia 1955 roku. W 1958 jako rekompensatę za wyrzucenie ze stanowiska przez władze narodowosocjalistyczne Hipplerowi nadano tytuł wysokiego urzędnika we władzy federalnej – Regierungsdirektor.

### Badania ojczyźniane i genealogiczne
W wolnym czasie Hippler bardzo intensywnie zajmował się historią Warmii i jej mieszkańców. Opublikował wiele artykułów o historii lokalnej i genealogii. Spuścizna badań genealogicznych dra Ericha Hipplera składa się z 62 tomów z kopiami ksiąg metrykalnych, z których większość pochodzi z północnej Warmii. W ciągu wielu lat benedyktyńskiej pracy Hippler przepisywał w całości księgi chrztów, ślubów i zgonów różnych parafii z okresu od 1485 do 1882 roku. Ponieważ oryginały nie są już często dostępne, kopie Hipplera stały się niezastąpionym źródłem do badań genealogicznych. Tomy znajdowały się pierwotnie w bibliotece Warmińskiego Towarzystwa Historycznego w Münster. Współcześnie spuścizna genealogiczna znajduje się w Bibliotece im. Martina Opitza w Herne – centralnej bibliotece niemieckiej kultury i historii Prus Wschodnich. Prócz tego głównego hobby życiowego zbierał też od dzieciństwa znaczki pocztowe oraz pisał wiersze, niektóre były publikowane w Ermländischer Hauskalendar (rok 1950, 1952, 1954).
Zmarł 29 grudnia 1969 roku. Pochowany został 5 stycznia 1970 na Heger Friedhof.

## Publikacje
- Erich Hippler: Der passive diplomatische Verkehr des Papstes. Rechts- und staatswissenschaftliche Dissertation der juristischen Fakultät der Universität Königsberg vom 17. September 1921. Königsberger Allgemeine Zeitungs- und Verlagsdruckerei, Königsberg/Pr. 1921
- Erich Hippler: Eine Stammreihe der ermländischen Familie Harwardt. Ermländische Zeitungs- und Verlagsdruckerei, Braunsberg 1928.
- Erich Hippler: Eine Stammreihe und Hofgeschichte der ermländischen Familie Lang. In: Zeitschrift für die Geschichte und Altertumskunde des Ermlands. Bd. 30, Nr. 2. Im Selbstverlag des Historischen Vereins für Ermland, Münster 1966, S. 370–406.